# Кастер Сити (Оклахома)
Кастер Сити (енгл. Custer City) град је у америчкој савезној држави Оклахома.

## Демографија
По попису из 2010. године број становника је 375, што је 18 (-4,6%) становника мање него 2000. године.
| Група             | 2000.       | 2010.       |
| Белци             | 368 (93,6%) | 326 (86,9%) |
| Афроамериканци    | 0 (0,0%)    | 0 (0,0%)    |
| Азијати           | 0 (0,0%)    | 0 (0,0%)    |
| Хиспаноамериканци | 6 (1,5%)    | 16 (4,3%)   |
| Укупно            | 393         | 375         |